# أرماندو كزافييه أوتشوا
أرماندو كزافييه أوتشوا (بالإنجليزية: Armando Xavier Ochoa)‏ هو كاهن كاثوليكي أمريكي، ولد في 3 أبريل 1943 في أوكسنارد في الولايات المتحدة.